# Lolland
Bản mẫu:Geobox Settlement

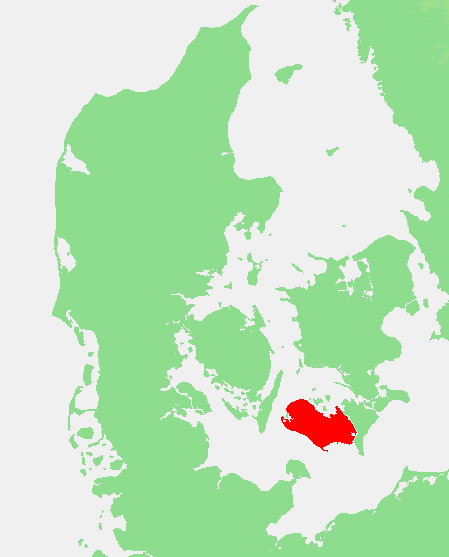
Vị trí đảo Lolland trên bản đồ Đan Mạch

Đảo Lolland là đảo lớn thứ tư của Đan Mạch, có diện tích 1.242,86 km² với 68.224 cư dân (1.1.2006). Đảo Lolland nằm trong Biển Baltic, ở phía đông của Đảo Langeland và phía tây của Đảo Falster. Đảo Lolland nối với đảo Falster bằng 2 cầu và 1 đường hầm qua eo biển Guldborgsund.

## Các thành phố và dân số
- Narskov (13.949)
- Maribo (5.321)
- Sakskøbing (4.956)
- Sundby (2.924)
- Rødby (2.361)
- Rødbyhavn (2.152)
- Holeby (1.822)
- Søllested (1.477)
- Nysted (1.381)